# Joker (spel)
Joker är ett spel från Svenska Spel som spelas med hjälp av en sifferkombination som finns på talonger tillhörande Lotto, Stryktipset, Måltipset, Europatipset och Vikinglotto.
Spelet går ut på att få första eller sista siffrorna i överstämmande kombination som dras i samband med lottodragningar.